# Avigail Alfatov
Avigail Bobile, de nacimiento Alfatov (Acre; 28 de febrero de 1996), es una modelo y reina de belleza israelí, primera finalista del certamen de Miss Israel en 2015, y representante del país en Miss Universo 2015.

## Vida personal
Nació como Avigail Alfatov (en hebreo: אביגיל אלפטוב) en la ciudad israelí de Acre, de padres inmigrantes ucranianos-judíos (de ascendencia judía asquenazí). Su padre es diseñador gráfico y su madre es profesora. Ambos nacieron en la Ucrania soviética y emigraron a Israel para escapar del antisemitismo en la antigua Unión Soviética.
Se graduó magna cum laude en el instituto. En su tiempo libre, es voluntaria de AKIM, una organización israelí que trabaja para ayudar a personas con discapacidad intelectual.
Se casó con su novio israelí Yossi Boblile en agosto de 2017. Tienen un hijo llamado Ariel Boblile que nació en 2018, y otro hijo llamado Dor Boblile que nació en 2020. Sus dos hijos tuvieron un bris.

## Esgrima
Alfatov comenzó a practicar la esgrima en cuarto curso y es campeona nacional juvenil de esgrima de Israel. Dedica cuatro horas al día a la práctica de la esgrima. "He participado en muchas competiciones de esgrima en todo el mundo y ya fui campeona de Israel muchas veces. Mi sueño es llegar a los Juegos Olímpicos y ganar". Espera que el modelaje la ayudara a sostener económicamente su carrera de esgrimista, ya que Israel sólo pagará el primer año de entrenamiento para clasificarse para los Juegos Olímpicos de 2020 en Tokio.

## Fuerza aérea israelí
Alfatov a partir de diciembre de 2015 sirvió como soldado en la Fuerza Aérea Israelí.

## Concursos de belleza
El 2 de junio de 2015, Alfatov fue coronada Na'arat Israel 2015 (prometa finalista de Miss Israel), lo que le permitió competir en Miss Universo 2015. El 66.º concurso de Miss Israel fue organizado por la revista La'Isha. El Miss Israel ha manejado Miss Universo y Miss Mundo desde 1952 y ha producido los siguientes grandes ganadores Internacionales: Rina Messinger (Miss Israel 1976 y Miss Universo 1976) y Linor Abargil (Miss Israel 1998 y Miss Mundo 1998).
Alfatov compitió como Miss Israel 2015 en Miss Universo 2015, pero no clasificó.